# Sweet Love Child
Sweet Love Child är en promo demo av rockgruppen Europe som bandet gav ut 1993 då bandet inte längre var aktivt. Låten finns inte med på skivan Prisoners in Paradise. Bandet jammade in låten under ett besök i Chile.

## Musiker
- Joey Tempest - sång
- Kee Marcello - gitarr
- John Levén - bas
- Mic Michaeli - klaviatur
- Ian Haugland - trummor